# Berkeleyia
Berkeleyia is een geslacht van borstelwormen uit de familie van de Orbiniidae.

## Soorten
- Berkeleyia abyssala Blake, 2017
- Berkeleyia hadala Blake, 2017
- Berkeleyia heroae Blake, 2017
- Berkeleyia lelievrei Blake, 2020
- Berkeleyia profunda Hartman, 1971
- Berkeleyia weddellia Blake, 2017